# Льюїстон (Небраска)
Льюїстон (англ. Lewiston) — селище (англ. village) в США, в окрузі Поні штату Небраска. Населення — 55 осіб (2020).

## Географія
Льюїстон розташований за координатами 40°14′34″ пн. ш. 96°24′27″ зх. д. / 40.24278° пн. ш. 96.40750° зх. д. (40.242871, -96.407448).  За даними Бюро перепису населення США в 2010 році селище мало площу 0,27 км², уся площа — суходіл.

## Демографія
Згідно з переписом 2010 року, у селищі мешкало 68 осіб у 30 домогосподарствах у складі 15 родин. Густота населення становила 253 особи/км².  Було 37 помешкань (138/км²).
Расовий склад населення:
| - 98,5 % — білих - 1,5 % — чорних або афроамериканців |

До двох чи більше рас належало 0,0 %. Частка іспаномовних становила 0,0 % від усіх жителів.
За віковим діапазоном населення розподілялося таким чином: 32,4 % — особи молодші 18 років, 45,5 % — особи у віці 18—64 років, 22,1 % — особи у віці 65 років та старші. Медіана віку мешканця становила 37,0 року. На 100 осіб жіночої статі у селищі припадало 112,5 чоловіків;  на 100 жінок у віці від 18 років та старших — 91,7 чоловіків також старших 18 років.
Середній дохід на одне домашнє господарство  становив 45 729 доларів США (медіана — 36 250), а середній дохід на одну сім'ю — 59 831 долар (медіана — 50 000). За межею бідності перебувало 11,8 % осіб, у тому числі 0,0 % дітей у віці до 18 років та 0,0 % осіб у віці 65 років та старших.
Цивільне працевлаштоване населення становило 42 особи. Основні галузі зайнятості: освіта, охорона здоров'я та соціальна допомога — 40,5 %, будівництво — 26,2 %, оптова торгівля — 11,9 %, науковці, спеціалісти, менеджери — 11,9 %.